# 薩帕拉龍屬
薩帕拉龍屬（屬名：Zapalasaurus）是蜥腳下目恐龍的一個屬，化石發現於阿根廷內烏肯省。薩帕拉龍屬於梁龍超科的雷巴齊斯龍科，是種長頸部的植食性動物，生存於白堊紀早期。研究人員檢驗過薩帕拉龍的骨骸，認為至少在內烏肯省地區，基礎梁龍超科比過去所認為的還要衍化。
模式種是波氏薩帕拉龍（Zapalasaurus bonapartei），是在2006年由利安納度·薩爾加多（Leonardo Salgado）、Ismar de Souza Carvalho、以及Alberto C. Garrido所敘述、命名。

## 外部連結
- Dinosaur Mailing List （页面存档备份，存于）
- 梁龍超科 Thescelosaurus網站